# Camp du Drap d’Or
Koordinaten: 50° 51′ 8″ N, 1° 55′ 23″ O

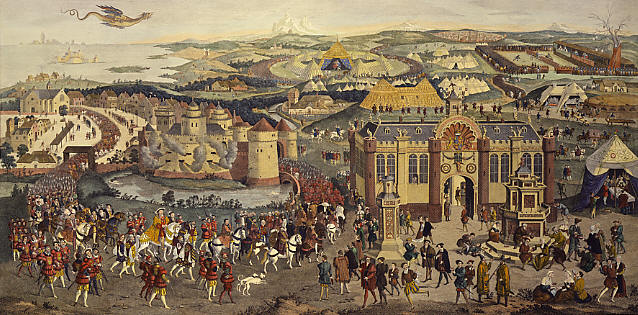
Field of the Cloth of Gold von James Basire, 1774, Stich nach einem zeitgenössischen Ölgemälde, vorne links Heinrich VIII.

Das Camp du Drap d’Or ([kɑ̃ dy dra dɔr], englisch Field of the Cloth of Gold, deutsch Feld des Güldenen Tuches) war ein Herrschertreffen zwischen dem König von Frankreich, Franz I., und dem König von England, Heinrich VIII. vom 7. bis zum 24. Juni 1520. Es fand in der französischen Gemeinde Balinghem zwischen Ardres und Guînes in der Nähe von Calais statt. Offizielles Ziel des Treffens war die Verbesserung der Beziehungen zwischen den Königshäusern. Beide Herrscher nutzten das Treffen vor allem zur Zurschaustellung ihres Reichtums, und seine politischen Auswirkungen blieben geringfügig.

## Hintergrund
Durch den Tod Kaiser Maximilians I. 1519 entbrannte ein Nachfolgestreit um die Herrschaft im Heiligen Römischen Reich deutscher Nation. Sowohl der französische König Franz I. als auch König Karl I. von Spanien machten ihre Ansprüche geltend. Die Wahl fiel am 28. Juni 1519 auf den in Spanien herrschenden Enkel Maximilians, der zum „deutschen“ Kandidaten stilisiert wurde und als Habsburger immerhin sechs Vorgänger auf dem Thron der römisch-deutschen Könige vorweisen konnte. Der 19-Jährige bestieg den Thron als Karl V. Damit standen sich zum Zeitpunkt des Treffens in Europa mit Frankreich unter König Franz I. und dem Heiligen Römischen Reich Deutscher Nation unter Karl V. zwei rivalisierende und an Einfluss gewinnende Mächte gegenüber, die jeweils England als Verbündeten zu gewinnen versuchten. Im direkten Vorfeld der königlichen Zusammenkunft trafen sich Heinrich VIII. und Karl V. am 26. Mai 1520 in Dover. Durch ein Bündnis zwischen den beiden Mächten England und dem Heiligen Römischen Reich wäre die Lage in Europa für Frankreich extrem bedrohlich geworden. Durch den Vertrag von London wurde die französisch-englische Annäherung durch ein wichtiges Dokument gestützt.  Diese sollte durch das Treffen der beiden Könige im Juni 1520 verstärkt werden.

## Das Treffen auf dem Camp du Drap d’Or
Die diplomatische Zusammenkunft in einem provisorischen Heereslager erhielt ihren Namen später durch die prunkvolle Gestaltung der Zeltunterkünfte und der luxuriösen goldbestickten Kostüme, mit der die beiden Delegationen einander beeindrucken und ausstechen wollten.
Zahlreiche einflussreiche europäische Diplomaten, auf französischer Seite Galiot de Genouillac und Gilles de la Pommeraie, legten bei der Organisation bewusst Wert auf die Unterkunft der Monarchen und ihres Gefolges. Auf englischer Seite war der Earl of Worcester für die Organisation des Treffens verantwortlich. Er landete am 13. April 1520 im englisch besetzten Calais und vereinbarte mit den französischen Verhandlungsführern, dass das Treffen der beiden Könige im sogenannten Val d’Or stattfinden solle, das zwischen dem englischen Guînes und dem französischen Ardres lag. Mit der Wahl dieses grenznahen Gebiets versuchten die Organisatoren jegliche Benachteiligung oder Bevorzugung einer Delegation zu vermeiden. Außerdem nivellierte man beim ersten Treffen Bodenerhebungen am Veranstaltungsort, um zu vermeiden, dass eine Partei zur anderen heraufschauen und sich gedemütigt fühlen müsste. Unter Worcesters Aufsicht wurden mehrere Höflinge beauftragt, eine provisorische Galerie und einen Palast aus Holz und Stoff zu errichten. Der Palast wurde auf einer Fläche von etwa 10.000 Quadratmeter auf einem steinernen Fundament vor der bereits bestehenden Burg von Guînes um einen zentralen Innenhof errichtet. An der Konstruktion des Palastes waren mehrere Tausend Arbeiter und Handwerker beschäftigt. Für den Bau wurde aus dem englischen Kent und den Niederlanden Holz herbeigeflößt und aus Saint-Omer Glas beschafft. Die vorübergehende Residenz bestand schließlich aus einem zehn Meter hohen, mit bemalter Leinwand bespannten Stützgerüst aus Holz, der die Illusion eines soliden Gebäudes erzeugen sollte. Das Schrägdach wurde aus geöltem Leinen hergestellt und sollte Dachschieferplatten imitieren. In das Gebäude wurden aufwendig verzierte Glasfenster mit Goldornamenten integriert. Auf dem Vorplatz richteten die Organisatoren zwei Zierbrunnen ein, aus denen Rotwein sprudelte. Das französische Lager bestand aus 300-400 aufwendig gestalteten Zelten aus Samt und goldfarbenen Stoffen. Franz I. residierte im größten Zelt, das durch zwei Schiffsmasten gestützt wurde. Auf dem Zelt war eine lebensgroße Statue des Erzengels Michael aufgerichtet.
Nach seiner Ankunft in Calais erreichte Heinrich VIII. seinen Palast in Guînes am 5. Juni 1520, während Franz I. seine Residenz in Ardres bezog. Nachdem Kardinal Thomas Wolsey zunächst den französischen König besucht hatte, fand die erste Begegnung zwischen den beiden Monarchen am 7. Juni auf halbem Weg im Val d’Or statt:

„Thursdaie the viii [sic] daie of June being Corpus Christi daie the king of Enlang and the frenche king mett in a valley called the goulden dale which dale lyeth in the midwaie betwixt Guisnes and Arde in which Arde the frenche king laie during the triumph. In the said dale the king had his pavilion of cloth of gould pight where there was a certain banquett prepared for the said kings the kings grace was accompanied with five hundred horsemen and three thousand footmen. In like wyse the French king was accompanied with a great company of horsemen and footemen: at the tyme of the meating of theis ii renowned Princes there was proclamacouns made on both parties by the heraults and officers of arms that everie companye should stand still the king of England with his companie on the one side of the dale and the frenche king on thother side in likewise: then proclamacouns made paine of death that every companie should stand still till the two kings did ride downe the valley and in the bottome they met where ever of them embrased other on horseback in great amytie and then incontinent they lighted from their horses putting their horse from them and imbrasing other with their capps om their hands the lord Marques Dorsett bearing the kings sword naked: In likewise the Duke of Bourbon bearing the French kings sword.“

Die Liste der Anwesenden, aufgeschrieben im Auftrag von Heinrich VIII., zählt allein rund 4000 Personen und 2000 Pferde als Begleiter des englischen Königs sowie circa 1100 Begleitpersonen und 770 Pferde auf Seiten der englischen Königin. Unter den Personen befanden sich der Kardinal von York, der Bischof von Winchester und der königliche Sekretär. Das Programm der folgenden Tage, bestehend aus inszenierten Turnieren und Banketten, ließ politische Handlungen nebensächlich werden. Auf dem Turnierplatz, der nach einer Skizze des englischen Königs errichtet worden war, fanden zwischen dem 11. und dem 22. Juni Turniere mit über 300 Teilnehmern statt.
Als politisches Ergebnis dieses aufwändig inszenierten Herrschertreffens kann allein die Erneuerung des Vertrags von London gelten. Am 24. Juni endete das Treffen mit einer Übergabe von Geschenken und dem Beschluss erneuter Treffen.

## Wirkung und Folge
Camp du Drap d’Or gilt als eines der repräsentativsten und extravagantesten Herrschertreffen der Frühen Neuzeit. Als politischer Grund für das gemeinsame Treffen wird die Annäherung der beiden Dynastien betont. Trotzdem ist man sich über den wirklichen Anlass in der Forschung nicht einig. Einerseits wird auf die Friedensbemühungen beider Herrscher hingewiesen, einen möglichen Krieg zwischen den europäischen Großmächten zu verhindern. Andererseits stellt Russell es als exzessive Feierei und Machtrepräsentation beider Könige dar, für die die Politik nur Schein darstelle. Letzteres wird durch die Vermutung bekräftigt, Heinrich VIII. und Franz I. wären nach der Wahl Karls V. in einen finanziellen und physischen Wettkampf um die größere Königswürde getreten.
Fest steht, dass die angestrebte Annäherung nicht ihr erhofftes Ziel eines friedlichen Europas bewirken konnte. Heinrich VIII. und Karl V. schlossen bereits am 14. Juli einen Vertrag, in dem sie sich darauf einigten, kein Bündnis mit Frankreich einzugehen. Bald darauf entbrannten direkte kriegerische Auseinandersetzungen innerhalb Europas.
Aufgrund der zahlreichen Verschriftlichungen in diplomatischen Korrespondenzschriften und administrativen Aufzeichnungen durch die königlichen Höfe ist das Treffen eines der bedeutendsten für die wissenschaftliche Forschung der Frühen Neuzeit. Durch die Quellen ist nicht nur ein umfassender Überblick des Ereignisses gegeben, sondern auch detaillierte Beschreibungen der Essens-, Fest-, Bau- und Verhandlungskultur des 16. Jahrhunderts.